# Jacob Eisner
Jacob Eisner (in ebraico גיי'קוב אייזנר‎?; Łódź, 1947) è un ex cestista israeliano.

## Carriera
Con Israele ha partecipato a due edizioni dei Campionati europei (1973, 1975) e ai Giochi asiatici del 1974.